# Svetlana Dašić-Kitić
Svetlana Dašić-Kitić (in serbo cirillico: Светлана Дашић-Китић; 7 giugno 1960) è un'ex pallamanista bosniaca, fino al 1992 jugoslava.

## Palmarès

### Olimpiadi
- 2 medaglie:
  - 1 oro (Los Angeles 1984)
  - 1 argento (Mosca 1980)

### Mondiali
- 1 medaglia:
  - 1 argento (Corea del Sud 1990)